# دیوید ای کلی
دیوید ای کلی (انگلیسی: David E. Kelley؛ زادهٔ ۴ آوریل ۱۹۵۶) یک تهیه‌کننده، فیلم‌نامه‌نویس، و وکیل اهل ایالات متحده آمریکا است. وی از سال ۱۹۸۶ میلادی تاکنون مشغول فعالیت بوده‌است.